# Campeonato Mundial de Ginástica Acrobática de 1980
O 4º Campeonato Mundial de Ginástica Acrobática foi organizado pela Federação Internacional de Ginástica nos dias 16 a 22 de setembro de 1980, em Posnânia, na Polónia. Foram disputados 21 eventos nas categorias feminino, masculino e misto.

## Resultados

### Saltos acrobáticos masculinos
Os resultados finais foram os seguintes.
Geral
| Posição           | Ginasta         | Nacionalidade   | Pontos |
| ----------------- | --------------- | --------------- | ------ |
| Medalha de ouro   | Vadim Bindler   | União Soviética | 39.09  |
| Medalha de prata  | Andrzej Garstka | Polónia         | 38.68  |
| Medalha de bronze | Dickie Bivens   | Estados Unidos  | 38.22  |

Primeiro exercício
| Posição           | Ginasta         | Nacionalidade  | Pontos |
| ----------------- | --------------- | -------------- | ------ |
| Medalha de ouro   | Andrzej Garstka | Polónia        | 19.29  |
| Medalha de prata  | Robert Zilevich | Polónia        | 19.26  |
| Medalha de bronze | Dickie Bivens   | Estados Unidos | 19.19  |

Segundo exercício
| Posição           | Ginasta            | Nacionalidade   | Pontos |
| ----------------- | ------------------ | --------------- | ------ |
| Medalha de ouro   | Alexandre Rassolin | União Soviética | 19.53  |
| Medalha de prata  | Vadim Bindler      | União Soviética | 19.40  |
| Medalha de bronze | Andrzej Garstka    | Polónia         | 19.36  |

### Pares masculinos
Os resultados finais foram os seguintes.
Geral
| Posição           | Equipe                                   | Nacionalidade   | Pontos |
| ----------------- | ---------------------------------------- | --------------- | ------ |
| Medalha de ouro   | Vladimir Pochivalov, Vasily Machuga      | União Soviética | 38.82  |
| Medalha de prata  | Bronislaw Dziurla, Slawomir Kielbasinski | Polónia         | 38.29  |
| Medalha de bronze | Hong Li, Winghen Hee                     | China           | 37.99  |

Primeiro exercício
| Posição           | Equipe                                   | Nacionalidade   | Pontos |
| ----------------- | ---------------------------------------- | --------------- | ------ |
| Medalha de ouro   | Vladimir Pochivalov, Vasily Machuga      | União Soviética | 19.66  |
| Medalha de prata  | Dimitar Rusanov, Petko Petkov            | Bulgária        | 19.50  |
| Medalha de bronze | Bronislaw Dziurla, Slawomir Kielbasinski | Polónia         | 19.23  |

Segundo exercício
| Posição           | Equipe                                   | Nacionalidade   | Pontos |
| ----------------- | ---------------------------------------- | --------------- | ------ |
| Medalha de ouro   | Vladimir Pochivalov, Vasily Machuga      | União Soviética | 19.29  |
| Medalha de prata  | Bronislaw Dziurla, Slawomir Kielbasinski | Polónia         | 19.50  |
| Medalha de bronze | Hong Li, Winghen Hee                     | China           | 19.13  |

### Grupo masculino
Os resultados finais foram os seguintes.
Geral
| Posição           | Equipe                                                               | Nacionalidade   | Pontos |
| ----------------- | -------------------------------------------------------------------- | --------------- | ------ |
| Medalha de ouro   | V. Bunin, G. Polyakov, A. Savelyev, V. Elizarov                      | União Soviética | 39.09  |
| Medalha de prata  | Slawomir Halada, Bogdan Zajonc, Wojciech Szewczyk, Leszek Antonowicz | Polónia         | 38.85  |
| Medalha de bronze | Ivan Stoychev, Bozhidar Bozhanov, Valery Ivanov, Douto Tsvetkov      | Bulgária        | 38.06  |

Primeiro exercício
| Posição           | Equipe                                                          | Nacionalidade      | Pontos |
| ----------------- | --------------------------------------------------------------- | ------------------ | ------ |
| Medalha de ouro   | V. Bunin, G. Polyakov, A. Savelyev, V. Elizarov                 | União Soviética    | 19.70  |
| Medalha de prata  | Ivan Stoychev, Bozhidar Bozhanov, Valery Ivanov, Douto Tsvetkov | Bulgária           | 18.80  |
| Medalha de bronze | Rupert Stamper, Peter Kolar, Peter Stub, Karl Rudorf            | Alemanha Ocidental | 18.03  |

Segundo exercício
| Posição           | Equipe                                                               | Nacionalidade   | Pontos |
| ----------------- | -------------------------------------------------------------------- | --------------- | ------ |
| Medalha de ouro   | Slawomir Halada, Bogdan Zajonc, Wojciech Szewczyk, Leszek Antonowicz | Polónia         | 19.62  |
| Medalha de prata  | V. Bunin, G. Polyakov, A. Savelyev, V. Elizarov                      | União Soviética | 19.50  |
| Medalha de bronze | Ivan Stoychev, Bozhidar Bozhanov, Valery Ivanov, Douto Tsvetkov      | Bulgária        | 19.43  |

### Saltos acrobáticos femininos
Os resultados finais foram os seguintes.
Geral
| Posição           | Ginasta          | Nacionalidade   | Pontos |
| ----------------- | ---------------- | --------------- | ------ |
| Medalha de ouro   | Lyudmila Gromova | União Soviética | 38.60  |
| Medalha de prata  | Mela Mustafova   | Bulgária        | 38.52  |
| Medalha de bronze | Suping Ma        | China           | 38.19  |

Primeiro exercício
| Posição           | Ginasta           | Nacionalidade   | Pontos |
| ----------------- | ----------------- | --------------- | ------ |
| Medalha de ouro   | Valentina Zavaliy | União Soviética | 19.39  |
| Medalha de prata  | Lyudmila Gromova  | União Soviética | 19.23  |
| Medalha de bronze | Mela Mustafova    | Bulgária        | 19.20  |

Segundo exercício
| Posição           | Ginasta          | Nacionalidade   | Pontos |
| ----------------- | ---------------- | --------------- | ------ |
| Medalha de ouro   | Mela Mustafova   | Bulgária        | 19.36  |
| Medalha de prata  | Lyudmila Gromova | União Soviética | 19.20  |
| Medalha de bronze | Vânia Vasilyeva  | Bulgária        | 19.16  |

### Pares femininos
Os resultados finais foram os seguintes.
Geral
| Posição           | Equipe                                    | Nacionalidade   | Pontos |
| ----------------- | ----------------------------------------- | --------------- | ------ |
| Medalha de ouro   | Nadezhda Tishchenko, Margarita Kukharenko | União Soviética | 38.99  |
| Medalha de prata  | Agata Osstrowska, Beata Borowiec          | Polónia         | 38.46  |
| Medalha de bronze | Lihong Luo, Wu Ying                       | China           | 38.30  |

Primeiro exercício
| Posição           | Equipe                                    | Nacionalidade   | Pontos |
| ----------------- | ----------------------------------------- | --------------- | ------ |
| Medalha de ouro   | Nadezhda Tishchenko, Margarita Kukharenko | União Soviética | 19.60  |
| Medalha de prata  | Agata Osstrowska, Beata Borowiec          | Polónia         | 19.26  |
| Medalha de bronze | Lihong Luo, Wu Ying                       | China           | 19.20  |

Segundo exercício
| Posição           | Equipe                                    | Nacionalidade   | Pontos |
| ----------------- | ----------------------------------------- | --------------- | ------ |
| Medalha de ouro   | Nadezhda Tishchenko, Margarita Kukharenko | União Soviética | 19.43  |
| Medalha de prata  | Agata Osstrowska, Beata Borowiec          | Polónia         | 19.33  |
| Medalha de bronze | Lihong Luo, Wu Ying                       | China           | 19.03  |

### Grupo feminino
Os resultados finais foram os seguintes.
Geral
| Posição           | Equipe                                                | Nacionalidade   | Pontos |
| ----------------- | ----------------------------------------------------- | --------------- | ------ |
| Medalha de ouro   | N. Kikidashvili, M. Mnetobishvili, M. Shilakadze      | União Soviética | 38.65  |
| Medalha de prata  | Vanya Venelinova, Valya Kiyanicheva, Pavlina Stankova | Bulgária        | 38.62  |
| Medalha de bronze | Haohia Kiang, Wingmei Liu, Wu Chai                    | China           | 38.35  |

Primeiro exercício
| Posição           | Equipe                                                | Nacionalidade   | Pontos |
| ----------------- | ----------------------------------------------------- | --------------- | ------ |
| Medalha de ouro   | B. Burzukowska, M. Slusarska, M. Glowacka             | Polónia         | 19.39  |
| Medalha de prata  | Vanya Venelinova, Valya Kiyanicheva, Pavlina Stankova | Bulgária        | 19.39  |
| Medalha de bronze | N. Kikidashvili, M. Mnetobishvili, M. Shilakadze      | União Soviética | 19.26  |

Segundo exercício
| Posição           | Equipe                                                | Nacionalidade   | Pontos |
| ----------------- | ----------------------------------------------------- | --------------- | ------ |
| Medalha de ouro   | Vanya Venelinova, Valya Kiyanicheva, Pavlina Stankova | Bulgária        | 19.39  |
| Medalha de prata  | N. Kikidashvili, M. Mnetobishvili, M. Shilakadze      | União Soviética | 19.36  |
| Medalha de bronze | Haohia Kiang, Wingmei Liu, Wu Chai                    | China           | 19.12  |

### Pares mistos
Os resultados finais foram os seguintes.
Geral
| Posição           | Equipe                                 | Nacionalidade | Pontos |
| ----------------- | -------------------------------------- | ------------- | ------ |
| Medalha de ouro   | Boyana Angelova, Dimitar Minchev       | Bulgária      | 38.99  |
| Medalha de prata  | Katarzyna Kornobis, Andrzej Ruszkowski | Polónia       | 38.58  |
| Medalha de bronze | Yanjun Wi, Lihong Liu                  | China         | 38.49  |

Primeiro exercício
| Posição           | Equipe                                 | Nacionalidade   | Pontos |
| ----------------- | -------------------------------------- | --------------- | ------ |
| Medalha de ouro   | Ilona Yarans, Vadim Pismenny           | União Soviética | 19.70  |
| Medalha de prata  | Boyana Angelova, Dimitar Minchev       | Bulgária        | 19.46  |
| Medalha de bronze | Katarzyna Kornobis, Andrzej Ruszkowski | Polónia         | 19.26  |

Segundo exercício
| Posição           | Equipe                                 | Nacionalidade | Pontos |
| ----------------- | -------------------------------------- | ------------- | ------ |
| Medalha de ouro   | Boyana Angelova, Dimitar Minchev       | Bulgária      | 19.53  |
| Medalha de prata  | Katarzyna Kornobis, Andrzej Ruszkowski | Polónia       | 19.39  |
| Medalha de bronze | Yanjun Wi, Lihong Liu                  | China         | 19.33  |